# Tillodontia
Tillodontia — вимерлий підряд евтерієвих ссавців, відомий від раннього палеоцену до пізнього еоцену Китаю, пізнього палеоцену до середнього еоцену Північної Америки, де вони демонструють максимальну видову різноманітність, середнього еоцену Пакистану та раннього еоцену Європи. Не залишивши нащадків, вони найбільш тісно пов'язані з пантодонтами, ще однією вимерлою групою. Тільодонти були тваринами середнього та великого розміру, які, ймовірно, харчувалися корінням і бульбами в середовищі існування з помірними та субтропічними кліматами.

## Опис
У тілодонтів були різці, схожі на гризунів, лапи з кігтями та тупі зуби з гострими зубами. В основному це були тварини середнього розміру, хоча найбільші з них (наприклад, Трогоз) могли досягати розмірів великого ведмедя.
Череп коливався в довжину від 5 до 37 см і мав характерний подовжений рострум, подовжений нижньощелепний симфіз і вкорочену основну краніальну ділянку. Другі верхні і нижні різці у більшості видів великі, перші верхні і нижні премоляри малі або відсутні, четверті верхні і нижні премоляри моляриформні (моляроподібні).

## Класифікація
рід †Azygonyx (Gingerich, 1989)
рід †Basalina (Dehm та Oettingen-Spielberg, 1958)
рід †Benaius (Wang та Jin, 2004)
рід †Dysnoetodon (Zhang, 1980)
родина †Esthonychidae (Cope, 1883)
рід †Adapidium (Young, 1937)
підродина †Esthonychinae (Zittel та Schlosser, 1911)
рід †Esthonyx (Cope, 1874)
рід †Megalesthonyx (Rose, 1972)
підродина †Trogosinae (Gazin, 1953)
рід †Tillodon (Gazin, 1953)
рід †Trogosus (Leidy, 1871)
рід †Higotherium (Miyata та Tomida, 1998)
рід †Interogale (Huang та Zheng, 1983)
рід †Kuanchuanius (Chow, 1963)
рід †Lofochaius (Chow та ін., 1973)
рід †Meiostylodon (Wang, 1975)
рід †Plesiesthonyx (Lemoine, 1891)
рід †Plethorodon (Huang та Zheng, 1987)
рід †Simplodon (Huang та Zheng, 2003)
родина †Yuesthonychidae (Tong, Wang та Fu, 2003)
рід †Yuesthonyx (Tong, Wang та Fu, 2003)